# Almindelig rug
Rug (Secale cereale) eller Almindelig Rug er et 50-150 cm højt græs, der er meget brugt som kornart på især sandede jorde. Planten var i Danmark oprindelig et ukrudt i hveden, men den viste sig nogle steder at give et bedre udbytte end hveden.

## Beskrivelse
Rug er en enårig plante, der spirer frem om efteråret og danner en overvintrende bladroset eller -tue. De enkelte blade er linjeformede og blågrønne med skarp kant og tydelig køl. Planten er i det hele taget blådugget. I løbet af foråret danner rugen et blomstrende skud, som har de typiske "knæ", og som bærer den sammensatte blomsterstand yderst.
Blomsterne er samlet i aks, og hver blomst bærer en kort stak. De enkelte blomster er reducerede, og man ser kun de hanlige, pollenbærende støvdragere. Hos rug modnes pollenkornene samtidigt i alle planter, og derfor frigives de også samtidigt. Det sker i tågeagtige skyer, og man kalder det, at rugen "drær" eller "står i dræ". Det har vist sig, at dræet udløses af skiftet mellem lys og skygge, når en sky passerer. Frøene modner i Danmark i starten af august, og frøet har næsten ingen spirehvile, og kan sås og spire kort efter modning.
Rugens rodnet er meget dybtgående og kan nå ned i 2 m dybde.
Planterne bliver ofte 1,5 til 2 meter høje. I en rugmark vil der være ca. 200 planter per m2, og den enkelte plante vil have op til fem skud med aks.

## Voksested
Rugen stammer som vore andre kornarter fra den "frugtbare halvmåne" (i store træk svarende til de kurdiske områder i Tyrkiet, Iran, Irak og Syrien), hvor den vokser på gruset bund i egne med vinterregn og meget tørre somre. I tiden omkring 10.000 f.Kr. var eg og mandel dominerende på de nordøstvendte højsletter i det sydøstlige Anatolien. På ugræssede eller svagt græssede arealer, var disse to planteslægter blandet med forskellige, lavere træer og buske: pistacie, dværgmispel, hvidtjørn, rose og pære. Bundens vegetation var rig på flerårige græsser, heriblandt flere arter af rug og enkorn. Dette var især almindeligt i skovbryn og træløse åbninger.
Man antager, at brødrug nedstammer fra arten Secale vavilovii . Der kendes dog flere hybrider mellem denne art og flere andre fra de samme, naturlige voksesteder i Lilleasien. Planten findes bl.a. sammen med typiske kornukrudtsarter som Klinte (Agrostemma githago), Kornblomst (Centaurea cyanus), Korn-Ridderspore (Consolida regalis) og Korn-Valmue (Papaver rhoeas)].
I løbet af 1970’erne fandt man rugkorn og stængelrester på to bopladser fra stenalderen (ca. 6600 f.Kr.) i det nordlige Syrien (Tell Abu Hureyra). Dette kan tyde på, at rug har været dyrket allerede dengang, men ellers mangler man fuldstændigt arkæologisk kendskab til dyrkning i tidsrummet indtil 1800-1500, hvor der attter dukker rugkorn op i udgravninger. Her gætter man på, at rugen er kommet med i føden som ukrudt i hvedemarkerne.

## Anvendelse
Rug var oprindelig et ukrudt i hvedemarkerne. Da den gav langt bedre udbytte under danske forhold end hveden, gik man i vidt omfang over til at dyrke rug. Rugmel har en vis bageevne, selv om den er ringere end hvedens, men det gjorde, at rug blev de nordlige landes brødkorn. Da rugen samtidig er meget mere nøjsom, hvad angår gødningskraft i jorden, blev den helt enerådende som jævne folks brød (hvedebrød var "fransk" brød).
Rug er altså både hårdfør og nøjsom. Den angribes af svampen meldrøje, som kan fremkalde alvorlige forgiftninger.
Af rug fremstilles bl.a. følgende produkter:
- Rugmel
- Ymerdrys
- Sigtemel
- Rugøl (og heraf canadisk whiskey, rye)

## Galleri
- Aks med hanblomster
- Aks med avner og vipper
- Blad med sortrust
- Tærsket korn
- Habitat med 
lancetvejbred og gul reseda
- Vild rug

| Portal | Portal:Botanik |